# Tatsuya Tanaka
Tatsuya Tanaka (田中達也?, Tanaka Tatsuya; Shūnan, 27 novembre 1982) è un ex calciatore giapponese, di ruolo attaccante.

## Carriera

### Club

#### Urawa Red Diamonds
Giocherà come professionista nell'edizione 2001 della J1 League, segnando la sua prima rete con il gol del 4-2 vincendo contro il Tokyo Verdy, inoltre sarà autore di una doppietta nella vittoria per 3-1 ai danni del Sanfrecce Hiroshima. Vincerà la Coppa del Giappone segnando il gol del 2-1 battendo il Vissel Kobe, metterà a segno una doppietta nella vittoria per 6-1 contro lo Shimizu S-Pulse in semifinale, inoltre segnerà una rete anche nella finale prevalendo per 4-0 contro il Kashima Antlers. Nel 2006 vincerà la J1 League 2006 segnando quattro reti nel campionato, l'anno successivo vincerà la AFC Champions League segnando tre reti. È nell'edizione 2007 del campionato giapponese segnerà un record personale con nove reti.

#### Albirex Niigata
A partire dal 2013 vestirà la maglia dell'Albirex Niigata segnando il suo primo gol per la squadra nella sconfitta per 3-2 contro l'Oita Trinita. Segnerà una doppietta nell'edizione 2014 della Coppa dell'Imperatore nella vittoria per 8-1 battendo il Saurcos Fukui, segnerà un'altra doppietta nell'edizione 2015 battendo per 4-0 il Blaublitz Akita. Nel 2017 la squadra finisce al 17º posto nella classifica del campionato, dovendo retrocedere in seconda divisione, segnando il suo primo gol in J2 League nella sconfitta per 4-3 contro il Tokyo Verdy.

### Nazionale
Viene convocato nella nazionale del Giappone Under-23 per partecipare ai Giochi asiatici del 2002 vincendo l'argento, aprendo le marcature battendo per 2-0 la Palestina e segnando la rete del 5-2 vincendo contro il Bahrein. Viene convocato in nazionale olimpica prendendo parte ai Giochi di Atene giocando in tutte e tre le partite.
Ottiene la sua prima convocazione nella nazionale maggiore del Giappone nell'edizione 2005 della Coppa dell'Asia orientale nella sconfitta per 1-0 contro la Corea del Nord, nella partita successiva segnerà la sua prima rete con il gol del 2-2 nel pareggio contro la Cina. Segnerà altre due volte, nella vittoria per 3-0 contro il Qatar, e il gol del 2-1 vincendo contro lo Yemen. Il 28 marzo 2009 giocherà la sua ultima partita in nazionale contro il Bahrain, partita che il Giappone vincerà per 1-0.

## Statistiche

### Cronologia presenze e reti in nazionale
| Cronologia completa delle presenze e delle reti in nazionale ― Giappone olimpica | Cronologia completa delle presenze e delle reti in nazionale ― Giappone olimpica | Cronologia completa delle presenze e delle reti in nazionale ― Giappone olimpica | Cronologia completa delle presenze e delle reti in nazionale ― Giappone olimpica | Cronologia completa delle presenze e delle reti in nazionale ― Giappone olimpica | Cronologia completa delle presenze e delle reti in nazionale ― Giappone olimpica | Cronologia completa delle presenze e delle reti in nazionale ― Giappone olimpica | Cronologia completa delle presenze e delle reti in nazionale ― Giappone olimpica |
| Data                                                                             | Città                                                                            | In casa                                                                          | Risultato                                                                        | Ospiti                                                                           | Competizione                                                                     | Reti                                                                             | Note                                                                             |
| -------------------------------------------------------------------------------- | -------------------------------------------------------------------------------- | -------------------------------------------------------------------------------- | -------------------------------------------------------------------------------- | -------------------------------------------------------------------------------- | -------------------------------------------------------------------------------- | -------------------------------------------------------------------------------- | -------------------------------------------------------------------------------- |
| 12-8-2004                                                                        | Salonicco                                                                        | Paraguay olimpica                                                                | 4 – 3                                                                            | Giappone olimpica                                                                | Olimpiadi 2004 - 1º turno                                                        | -                                                                                | 66’ 83’                                                                          |
| 15-8-2004                                                                        | Volos                                                                            | Giappone olimpica                                                                | 2 – 3                                                                            | Italia olimpica                                                                  | Olimpiadi 2004 - 1º turno                                                        | -                                                                                | 46’                                                                              |
| 18-8-2004                                                                        | Volos                                                                            | Giappone olimpica                                                                | 1 – 0                                                                            | Ghana olimpica                                                                   | Olimpiadi 2004 - 1º turno                                                        | -                                                                                | 82’                                                                              |
| Totale                                                                           |                                                                                  | Presenze                                                                         | 3                                                                                |                                                                                  | Reti                                                                             | 0                                                                                |                                                                                  |

## Palmarès

### Club

#### Competizioni nazionali
- Coppa J. League: 1

Urawa Red Diamonds: 2003
- Coppa dell'Imperatore: 2

Urawa Red Diamonds: 2005, 2006
- Supercoppa del Giappone: 1

Urawa Red Diamonds: 2006
- Campionato giapponese: 1

Urawa Red Diamonds: 2006

#### Competizioni internazionali
- AFC Champions League: 1

Urawa Red Diamonds: 2007

### Nazionale
- Giochi asiatici: 1

2002

### Individuale
- Miglior giocatore della Coppa J. League: 1

2003
- J. League Cup Premio Nuovo Eroe: 1

2003